# Canonada pre-aïllada

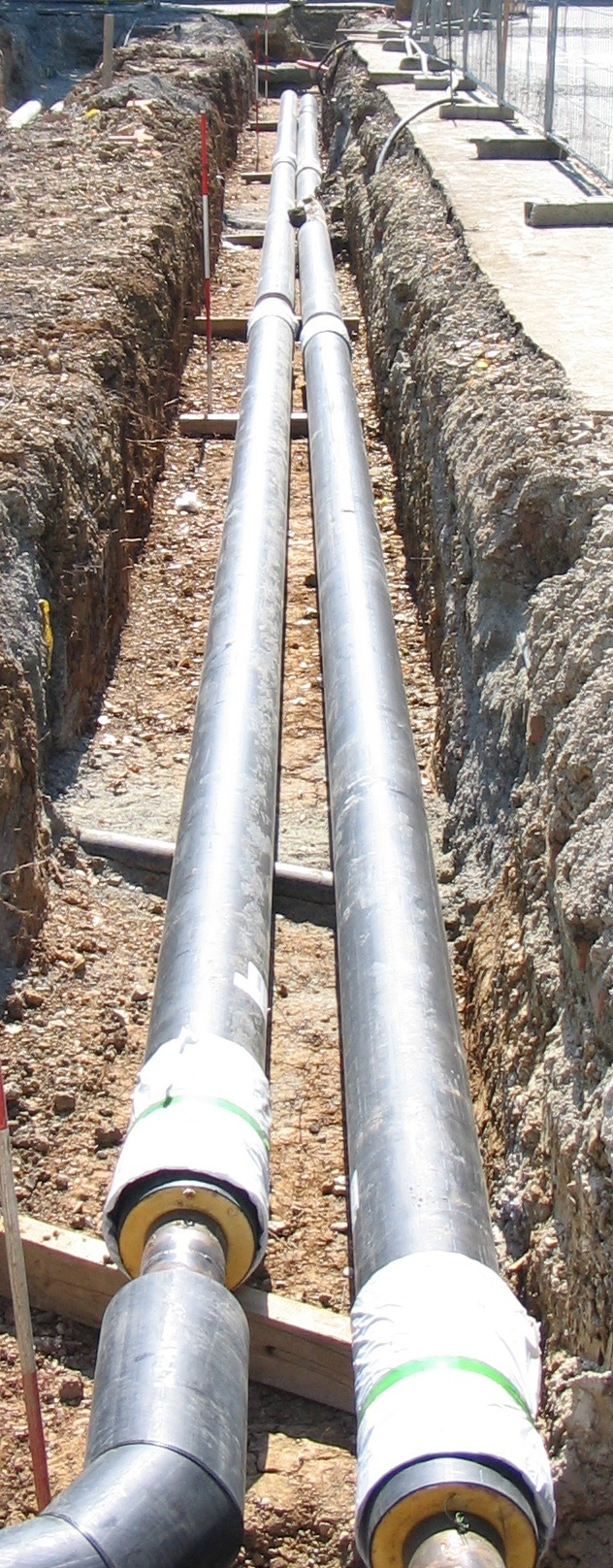
Canonada preaislada en Tübingen, Alemanya.

La canonada pre-aïllada és aquella que se subministra amb l'aïllant tèrmic incorporat. Habitualment és utilitzada en sistemes de canonades que estan enterrades i que requereixen la mínima pèrdua de calor. S'utilitza molt en els països nòrdics per a les xarxes d'aigua de calefacció, encara que també es sol emprar per als tub d'aire condicionat.

## Components
Consta de les capes:
- Canonada - Habitualment és d'acer al carboni, acer inoxidable o coure.
- Aïllament Tèrmic - Disminueix les pèrdues de calor gràcies a la seva baixa conductivitat tèrmica. El material principal és el poliuretà.
- Xapa de protecció - És l'última capa. S'empra un metall de baix preu per tal de protegir l'aïllament dels possibles danys que puguin produir-se durant la instal·lació del sistema.

## Accessoris
- Derivació - Bifurca un flux en dos. Poden ser amb forma de "T o de "Y"
- End Cap o terminació - És el final d'un col·lector o branca
- Colze - Força el canvi de la direcció del fluid, normalment en 90°.